# درهم امارات
درهم یکای پول کشور امارات متحده عربی است. کد ایزو ۴۲۱۷ درهم امارات AED می‌باشد، اما در متون غیررسمی از علامت اختصاری  یا DH نیز استفاده می‌گردد. هر درهم برابر با ۱۰۰ فلس است.

## تاریخچه
تا پیش از سال ۱۹۶۶ میلادی همه سرزمین‌هایی که امروزه امارات را شکل می‌دهند از روپیه خلیج فارس بهره می‌بردند؛ این یکای پول با روپیه هند تثبیت می‌شد. در تاریخ ۶ ژوئن ۱۹۶۶ هند بر آن شد تا ارزش روپیه خلیج فارس را نسبت به روپیه هند کاهش دهد. سرزمین‌هایی شکل‌دهنده امارات امروزین این کاهش نرخ را نپذیرفته دست به استفاده از ارزهای دیگر زدند. همه امیرنشین‌های ساحل آشتی به جز ابوظبی، ریال قطر را به عنوان یکای پول خود برگزیدند؛ ابوظبی، دینار بحرین را با نرخ ۱ دینار در برابر ۱۰ روپیه برگزید. در تاریخ ۱۹ مه ۱۹۷۳ ابوظبی با نرخ ۱ دینار در برابر ۱۰ درهم، دینار بحرین و امیرنشین‌های دیگر با نرخی برابر ریال قطر را با درهم جایگزین کردند.
در نوامبر ۱۹۷۷ درهم امارات با دلار آمریکا تثبیت شد.

## سکه‌ها
در سال ۱۹۷۳ سکه‌های ۱، ۵ و ۱۰ فلسی از جنس برنز و سکه‌های ۲۵ و ۵۰ فلسی و ۱ درهمی از جنس کوپرونیکل به ضرب رسیدند. در سال ۱۹۹۵ اندازه سکه‌های ۱، ۵ و ۱۰ فلسی و ۱ درهمی کاهش یافتند؛ شکل سکه ۵۰ فلسی نیز به هفت‌گوش تغییر یافت.
سکه‌های ۱، ۵ و ۱۰ فلسی به ندرت به کار می‌روند از این رو قیمت بیشتر اجناس به ۲۵ فلس گرد یا به ضریبی از آن نزدیک می‌شود. سکه ۱ فلسی نیز بسیار نادر دیده می‌شود. هم‌اندازه بودن دو سکه ۵۰ فلسی قدیمی و ۱ درهمی جدید گاه مایه اشتباه گرفته شدن آن دو با هم می‌شود.
از سال ۱۹۷۶ تاکنون به مناسبت رویدادهای گوناگون و به یاد فرمانروایان امارات، سکه‌های یادبود فراوانی ضرب شده‌اند.
| نگاره | نگاره | بها    | پارامترهای فنی | پارامترهای فنی | پارامترهای فنی | پارامترهای فنی | شرح                                              | شرح |
| رو    | پشت   | بها    | قطر            | ضخامت          | جرم            | شکل            | رو                                               | پشت |
| ----- | ----- | ------ | -------------- | -------------- | -------------- | -------------- | ------------------------------------------------ | --- |
|       |       | ۲۵ فلس | ۲۰ mm          | ۱٫۵ mm         | ۳٫۵ g          | دایره          | آهو، سال ضرب به دو گاه‌شماری قمری و میلادی        | بها |
|       |       | ۵۰ فلس | ۲۱ mm          | ۱٫۷ mm         | ۴٫۴ g          | هفت‌گوش         | سه چاه نفت، سال ضرب به دو گاه‌شماری قمری و میلادی | بها |
|       |       | ۱ درهم | ۲۴ mm          | ۲ mm           | ۶٫۱ g          | دایره          | دله قهوه، سال ضرب به دو گاه‌شماری قمری و میلادی   | بها |

### شباهت به دیگر سکه‌ها
در اوت ۲۰۰۶ هم‌اندازه بودن سکه ۱ درهمی با سکه ۱ پزوی فیلیپین بر همگان آشکار شد. هنگامی که ۱ پزو تنها ۷ فلس، و ۱ درهم ۱۳ پزو می‌ارزد. سکه‌های ۵ روپیه پاکستان، ۵۰ پیسه عمان و ۱ درهم مراکش نیز با سکه ۱ درهمی امارات ابعاد یکسانی دارند. این ابعاد یکسان مایه فریب خوردن دستگاه‌های فروش خودکار شده است.

## اسکناس‌ها
| نگاره | بها        | رنگ         | ابعاد (میلی‌متر) | شرح                                          | شرح                                            |
| نگاره | بها        | رنگ         | ابعاد (میلی‌متر) | رو                                           | پشت                                            |
| ----- | ---------- | ----------- | --------------- | -------------------------------------------- | ---------------------------------------------- |
|       | ۵ درهم     | قهوه‌ای      | ۱۴۳ × ۶۰        | بازار مرکزی شارجه                            | مسجدی در شارجه                                 |
|       | ۱۰ درهم    | سبز         | ۱۴۷ × ۶۲        | خنجر                                         | کشتزار                                         |
|       | ۲۰ درهم    | آبی         | ۱۴۹ × ۶۳        | باشگاه گلف و قایق بادبانی دبی                | جهاز                                           |
|       | ۵۰ درهم    | قهوه‌ای روشن | ۱۵۱ × ۶۴        | تیزشاخ                                       | قلعه جاهلی، دژی مربوط به پیش از اسلام در العین |
|       | ۱۰۰ درهم   | قرمز        | ۱۵۵ × ۶۶        | موزه دبی                                     | مرکز تجارت بین‌المللی دبی                       |
|       | ۲۰۰ درهم   | زرد تیره    | ۱۵۷ × ۶۷        | ورزشگاه شهر ورزشی زاید و دادگاه احکام اسلامی | بانک مرکزی امارات در ابوظبی                    |
|       | ۵۰۰ درهم   | آبی آسمانی  | ۱۵۹ × ۶۸        | بالابان                                      | مسجد جمیرا                                     |
|       | ۱,۰۰۰ درهم | قهوه‌ای      | ۱۶۳ × ۷۰        | قصر حصن                                      | دورنمای شهری ابوظبی                            |

به مناسبت پنجاهمین سالگرد استقلال امارات در تاریخ ۲ دسامبر ۲۰۲۱ اسکناس ۵۰ درهمی بازطراحی و برای نخستین بار اسکناسی با جنس بسپار به بازار عرضه شد. اسکناس‌های ۵ و ۱۰ درهمی از جنس بسپار به ترتیب در تاریخ‌های ۲۱ و ۲۶ آوریل ۲۰۲۲ و اسکناسی ۱,۰۰۰ درهمی در نیمه نخست ۲۰۲۳ روانه بازار شد. بر روی اسکناس ۱,۰۰۰ درهمی نگاره یک فضانورد و شاتلی فضایی نقش بسته است که کاوشگر مریخ‌پیمای امید امارات را در ذهن تداعی می‌کند.
| نگاره | بها        | رنگ    | ابعاد (میلی‌متر) | شرح                                                  | شرح                                            | تاریخ انتشار  |
| نگاره | بها        | رنگ    | ابعاد (میلی‌متر) | رو                                                   | پشت                                            | تاریخ انتشار  |
| ----- | ---------- | ------ | --------------- | ---------------------------------------------------- | ---------------------------------------------- | ------------- |
|       | ۵ درهم     | قهوه‌ای | ۱۴۳ × ۶۰        | قلعه عجمان                                           | قلعه ضایه در رأس‌الخیمه                         | ۲۱ آوریل ۲۰۲۲ |
|       | ۱۰ درهم    | سبز    | ۱۴۷ × ۶۲        | مسجد بزرگ شیخ زاهد                                   | آمفی‌تئاتر خور فکان                             | ۲۶ آوریل ۲۰۲۲ |
|       | ۵۰ درهم    | سرمه‌ای | ۱۵۱ × ۶۴        | زاید بن سلطان آل نهیان و دیگر بنیانگذاران کشور       | زاید بن سلطان آل نهیان سند اتحاد را امضا می‌کند | ۲ دسامبر ۲۰۲۱ |
|       | ۱,۰۰۰ درهم | قهوه‌ای | ۱۶۳ × ۷۰        | زاید بن سلطان آل نهیان، کاوشگر مریخ‌پیمای امید امارات | نیروگاه هسته‌ای براکه در الرویس                 | ۲۰۲۳          |